# Babybio
Babybio, bebisbio eller spädbarnsbio är en bioföreställning dit det är accepterat att ta med spädbarn. Babybio finns exempelvis på Biografen Sture i Stockholm och Filmstaden i Umeå. Föräldern får två platser till sitt förfogande, men betalar bara för en. Det finns skötbord i både foajé och salong och gratis (sponsrade) blöjor och våtservetter.